# Viiankiaapa
Viiankiaapa este o arie protejată (arie specială de conservare — SAC, sit de importanță comunitară — SCI, arie de protecție specială avifaunistică — SPA) din Finlanda întinsă pe o suprafață de 6.595 ha, integral pe uscat.

## Localizare
Centrul sitului Viiankiaapa este situat la coordonatele 67°32′21″N 26°49′31″E / 67.5392°N 26.8253°E.

## Înființare
Situl Viiankiaapa a fost declarat sit de importanță comunitară în august 1998 pentru a proteja 5 specii de plante și 26 de specii de animale. Alte tipuri de protecție:
- arie de protecție specială avifaunistică (în august 1998)[2]
- arie specială de conservare (în aprilie 2015)[1][3][4]

## Biodiversitate
Situată în ecoregiunea boreală, aria protejată conține 13 habitate naturale: Lacuri și iazuri distrofice naturale, Râuri naturale fino-scandinave, Cursuri de apă de la nivel de câmpie la nivel montan, cu vegetație Ranunculion fluitantis și Callitricho-Batrachion, Izvoare fino-scandinave și mlaștini produse de izvoare bogate în minerale, Pajiști aluvionare boreale nordice, Izvoare petrifiante cu formare de travertin (Cratoneurion), Turbării active, Mlaștini alcaline, Mlaștini turboase de tranziție și turbării mișcătoare, Turbării Aapa, Taiga vestică, Păduri de conifere pe eskere fluvioglaciare sau legate la acestea, Mlaștini împădurite.
La baza desemnării sitului se află mai multe specii protejate:
- plante (5): Hamatocaulis lapponicus, Hamatocaulis vernicosus, Meesia longiseta, Ranunculus lapponicus, ochii-șoricelului (Saxifraga hirculus)
- păsări (25): minunița (Aegolius funereus), rață sulițar (Anas acuta), gâscă de semănătură (Anser fabalis), Aythya marila, cocoșul de mesteacăn (Bonasa bonasia), prundaș de nămol (Calidris falcinellus), bătăuș (Calidris pugnax), gușă vânătă (Cyanecula svecica), ciocănitoare neagră (Dryocopus martius), Emberiza rustica, șoim de iarnă (Falco columbarius), vânturel roșu (Falco tinnunculus), ciuvică (Glaucidium passerinum), cocor (Grus grus), becațină mică (Lymnocryptes minimus), Lyrurus tetrix tetrix, rață neagră (Melanitta nigra), codobatura galbenă (Motacilla flava), ciocănitoare de munte (Picoides tridactylus), ploier auriu (Pluvialis apricaria), Spatula clypeata, Surnia ulula,  cocoș de munte (Tetrao urogallus), fluierar negru (Tringa erythropus), fluierar de mlaștină (Tringa glareola)
- mamifere (1): vidră de râu (Lutra lutra)

Pe lângă speciile protejate, pe teritoriul sitului au mai fost identificate 6 specii de plante, 3 specii de păsări, 1 specie de mamifere, 1 specie de nevertebrate.